# Tiny Parham
Hartzell Strathdene „Tiny“ Parham (* 25. Februar 1900 in Winnipeg, Manitoba; † 4. April 1943 in Milwaukee, Wisconsin) war ein amerikanischer Jazzpianist, Arrangeur und Bandleader im Übergang vom New Orleans Jazz zum Swing. Aus den späten 1920er Jahren gibt es einige jazzhistorisch wichtige Aufnahmen von Parham, der zu jener Zeit ein bedeutender Arrangeur war. Sein Sound und seine Arrangements erinnern, so Wolf Kampmann, an Duke Ellington.

## Leben und Wirken
Parham wuchs in Kansas City auf. Zu Beginn seiner Karriere tourte er mit Vaudeville Shows und Territory Bands im Südwesten der USA, dann zog er 1925 nach Chicago. Dort hatte er Engagements im Dreamland Café und im Apollo Theatre und nahm Platten mit Johnny Dodds auf, die zwischen 1927 und 1930 entstanden (Loveless Love, Nineteenth Street Blues). Außerdem begleitete Parham verschiedene Blues-Sängerinnen und hatte eine eigene Formation mit dem Klarinettisten Omer Simeon, dem Kornettisten „Kid“ Punch Miller und dem Bassisten Milt Hinton. Bei Aufnahmen mit Parhams Forty Five ist Kid Ory als Solist zu hören (A Little Bit Closer).
Nach 1930 arbeitete Parham in Theatern und Nachtclubs als Pianist und Organist; seine letzten Aufnahmen entstanden im Jahr 1940.